# Christian Albrecht (Brandenburg-Ansbach)

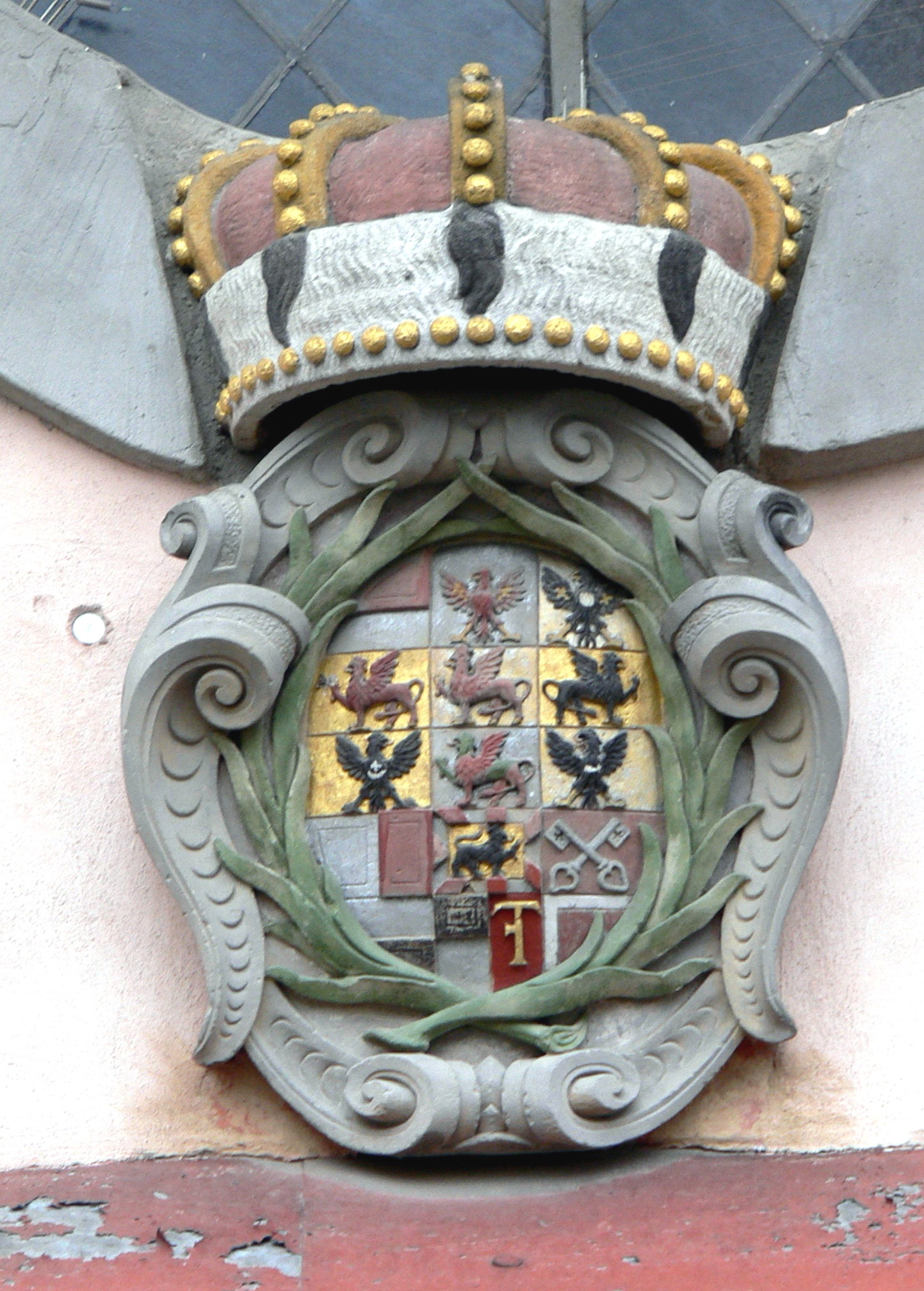
Wappen Christian Albrechts über dem Eingang der Franzosenkirche in Schwabach

Christian Albrecht von Brandenburg-Ansbach (* 18. September 1675 in Ansbach; † 16. Oktober 1692 ebenda) war Markgraf des fränkischen Fürstentums Ansbach von 1686 bis 1692. 

## Leben
Christian Albrecht war der zweite Sohn des Markgrafen Johann Friedrich von Brandenburg-Ansbach und entstammte der Ehe mit dessen erster Frau Johanna Elisabeth von Baden-Durlach. Weil sein älterer Bruder Leopold Friedrich bereits im Alter von zwei Jahren verstorben war, fiel Christian Albrecht 1676 die Rolle des Erbprinzen im Fürstentum Ansbach zu. Zum Zeitpunkt des frühen Todes seines Vaters 1686 war er noch minderjährig und trat daher sein Erbe unter einer vormundschaftlichen Regierung an. Er verstarb noch vor dem Erreichen seiner Volljährigkeit und hat deshalb in seinem Fürstentum nie selbst regiert. Da er keine Nachkommen hatte, folgte ihm sein ebenfalls noch minderjähriger Bruder Georg Friedrich d. J. als Markgraf nach.